# Vallorsera
La Vallorsera o Valle Orsera ("Varlusera" in piemontese, Varluserj in lingua francoprovenzale) è una vallata laterale della Valle di Viu; si trova in comune di Lemie e deve il suo nome alla presenza in passato dell'orso. In tale vallata è stato cacciato l'ultimo plantigrado delle Valli di Lanzo. Attraversata dal Rio Nanta affluente della Stura di Viù, offre rifugio alla fauna locale fra cui spiccano il capriolo e la lepre.

## Storia

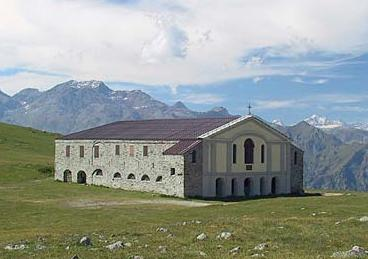
Santuario alpino della Madonna degli Angeli

Un tempo popolata da pastori e contadini che ormai hanno abbandonato i vari paesini (Borgial', Borgialet, Borgata S. Antonio), è meta di margari che nel periodo estivo trasferiscono le mandrie negli alpeggi. Interessante la chiesetta costruita nell'anno Santo 1825 nell'ultima frazione borgata Sant'Antonio  (o Sant'Antoni Vartedlaj) sita a circa 1200 m di altitudine. La vallata era frequentata per un gradito esercizio di caccia dei membri di Casa Savoia. Durante la Resistenza per la sua posizione appartata venne utilizzata come rifugio da alcuni gruppi di partigiani

## Trasporti
La strada (in parte asfaltata e in parte sterrata) che percorre la vallata congiunge partendo da Villa di Lemie  la Valle di Viù con la Valle di Susa e conduce al Colle del Colombardo  (1898 m), dove si può visitare il santuario alpino della Madonna degli Angeli, collocato a quota 1.880 m, sul luogo in cui nel XVII secolo sorgeva già un pilone votivo.